# Hantili II
Hantili II était un roi hittite du milieu du XVe siècle av. J.-C.